# البث العام الثقافي
البث العام الثقافي (بالأوكرانية: Суспільне Культура، بالإنجليزية: Suspilne Kultura) هي قناة تلفزيونية عامة أوكرانية تعرض الثقافة الأوكرانية، وتديرها هيئة البث العامة الأوكرانية.

## التاريخ
في 2002، نشأت هيئة البث التلفزيوني والإذاعي الحكومية "البث العام الثقافي" كجزء من لجنة الدولة للتلفزيون والإذاعة الأوكرانية. تم بثها لأول مرة على القنوات الوطنية يو أي الأولى والثانية. في نوفمبر 2004، حصلت قناة "البث العام الثقافي" على ترخيص يسمح لها بالبث عبر الأقمار الصناعية على مدار الساعة لمدة عشر سنوات.
منذ سبتمبر 2005، تبث قناة البث العام الثقافي في كييف ومناطق أوكرانيا، ومنذ مايو 2006 تبث عبر الأقمار الصناعية إلى أكثر من 80 دولة.